# 里亚尚-杜波苏
里亚尚-杜波苏是巴西帕拉伊巴州的一个市镇。总面积39.067平方公里，总人口4460人，人口密度114.2人/平方公里。